# Jam Rádió
A Jam Rádió (gyakran Rádió Jam) egy Veszprémben és térségében fogható kereskedelmi rádióállomás volt, amely 1994. szeptember 4-én a 90,6 MHz-es frekvencián. Főként zenés és helyi információkat közlő adó, a veszprémi vételkörzet bővítéseként 2 másik frekvencián is elérhető.

## Műsor felépítése
A Jam Rádió napi 24 órában sugárzott műsort. A nyári szezonban minden információ elhangzott németül is, hogy a külföldi Balaton-látogatók is értsék. A rádió célközönsége a 18-45 éves korosztály volt, a legtöbben reggel 7:00 és 8:00 között, illetve délután 16:30 és 18:00 között hallgatták. Hírek óránként kerültek közvetítésre, 18 órako jelentkezett a rádió a Hírháló c. műsorral, amit aznap 21:00-kor, ill. másnap 7:00-kor és 8:00-kor megismételtek minden hétköznap, szombatokon 7:00-kor és 9:00-kor, vasárnapokon pedig 18:00-kor és 21:00-kor. Közlekedési hírek szintén órán kerültek közvetítésre. A magyarzene arán kb. 17% volt, a zene:beszéd arány pedig 3:1 volt, főleg az aktuális popslágereket játszotta a rádió. Kívánságműsor minden pénteken 16:00 és 17:00 között volt.
A Jam Rádió műsorainak fő szerkesztője Mészáros Zoltán volt, a stúdióvezető pedig Szekeres Tamás. A stúdió 8200 Veszprém, Zrínyi u. 3. címen volt található, a telefonszámuk pedig (88) 425 056, 422944 volt.

## Rádióadók adatai

### Veszprém
Frekvencia: 90.6MHz
Adóteljesítmény: 50W
Valós vételkörzet (otthon): kb. 6.5 km
Valós vételkörzet (kocsiban): kb. 10 km

### Balatonfüred
Frekvencia: 91.8 MHz
Adóteljesítmény: 200W
Valós vételkörzet (otthon): kb. 10 km
Valós vételkörzet (kocsiban): kb. 25 km

### Ajka
Frekvencia: 88.8 MHz
Adóteljesítmény: 750W
Valós vételkörzet (otthon): kb. 20 km
Valós vételkörzet (kocsiban): kb. 25 km

### Összes adó együtt
Elért közönség: kb. 200000 fő
Frekvencia: helyhez kötött
Adóteljesítmény: 1kW = 1000 W
Valós vételkörzet (otthon): Herend és annak kb. 20 km-es körzete
Valós vételkörzet (kocsiban): Herend és annak kb. 40 km-es körzete